# Веселкова серія
Веселкова серія (Веселкові книги) — серія стандартів інформаційної безпеки, розроблена і опублікована в США в період з 1980 по 1990 рр. Спочатку книги були опубліковані Міністерством оборони США, а потім в Центрі національної комп'ютерної безпеки США.

## Мета
Ці стандарти описують процес оцінки довірених систем. У деяких випадках американські урядові установи (а також приватні фірми) при закупівлях обчислювальної техніки вимагають використати цей процес як один з критеріїв. Багато хто з цих стандартів став основою для Загальних критеріїв оцінки захищеності інформаційних технологій.
Книги дістали свої назви за кольором обкладинок. Наприклад, книга Критерії визначення безпеки комп'ютерних систем отримала назву Помаранчева книга.
У книзі під назвою «Прикладна криптографія» експерт по інформаційній безпеці Брюс Шнайер, автор NCSC-TG-021, писав, що він «не може навіть почати описувати колір обкладинки», і що деякі з книг цієї серії мають «страшенно кольорові обкладинки». Потім він переходить до опису, як отримати їх копію, кажучи: «Не кажіть нікому, що це я прислав».

## Книги Веселкової серії
| Документ                                                   | Назва                                                                                                | Дата            | Колір                  | Колір |
| 5200.28-STD                                                | Критерії визначення безпечності комп'ютерних систем                                                  | 15 1983         | Оранжева книга         |       |
| CSC-STD-002-85                                             | Керуючі принципи використання паролів                                                                | 12 1985         | Зелена книга           |       |
| CSC-STS-003-85                                             | Керівництво по застосуванню критеріїв визначення безпечності комп'ютерних систем у конкретних умовах | 25 1985         | Ясно-жовта книга       |       |
| CSC-STS-004-85                                             | Технічне обґрунтування CSC-STD-003-85: Вимоги комп'ютерної безпеки                                   | 25 1985         | Жовта книга            |       |
| NCSC-TG-001                                                | Керівництво до розуміння аудиту у довірених системах                                                 | 1 1988          | Жовто-коричнева книга  |       |
| NCSC-TG-002                                                | Оцінка безпечності програмних продуктів                                                              | 22 1990         | Яскраво-голуба книга   |       |
| NCSC-TG-003                                                | Дискреціонний контроль доступу у довірених системах                                                  | 30 1987         | Яскраво-оранжева книга |       |
| NCSC-TG-004                                                | Глосарій термінів комп'ютерної безпеки                                                               | 21 1988         | Темно-зелена книга     |       |
| NCSC-TG-005                                                | Безпечна мережева інтерпретація                                                                      | 31 1987         | Червона книга          |       |
| NCSC-TG-006                                                | Керування конфігураціями у довірених системах                                                        | 28 1988         | Янтарна книга          |       |
| NCSC-TG-007                                                | Керівництво до проектної документації у довірених системах                                           | 6 1988          | Бордова книга          |       |
| NCSC-TG-008                                                | Механізми розподілу апаратного і програмного забезпечення автоматизованих систем                     | 15 1988         | Темно-лілова книга     |       |
| NCSC-TG-009                                                | Інтерпретація підсистем комп'ютерного захисту TCSEC                                                  | 16 1988         | Темно-голуба книга     |       |
| NCSC-TG-010                                                | Керівництво до розуміння безпечності моделювання у довірених системах                                | [[ ]] 1992      | Аква книга             |       |
| NCSC-TG-011                                                | Безпечна мережева інтерпретація середовища (TNI)                                                     | 1 1990          | Червона книга          |       |
| NCSC-TG-013                                                | Програмна документація RAMP                                                                          | 1989            | Рожева книга           |       |
| NCSC-TG-013 V2                                             | Програмна документація RAMP 2 частина                                                                | 1 1995          | Рожева книга           |       |
| NCSC-TG-014                                                | Специфікація і верифікація довірених систем, розроблених з урахуванням вимог TCSEC                   | 1 1989          | Пурпурна книга         |       |
| NCSC-TG-015                                                | Керівництво до розуміння технічного управління                                                       | 18 1989         | Коричнева книга        |       |
| NCSC-TG-016                                                | Керівництво до написання надійного технічного керівництва                                            | [[ ]] 1992      | Жовто-зелена книга     |       |
| NCSC-TG-017                                                | Ідентифікація і аутентифікація у довірених системах                                                  | [[ ]] 1991      | Ясно-голуба книга      |       |
| NCSC-TG-018                                                | Об'єкт повторного використання у довірених системах                                                  | [[ ]] 1992      | Ясно-голуба книга      |       |
| NCSC-TG-019                                                | Керівництво щодо вибору системи захисту інформації                                                   | 2 1992          | Синя книга             |       |
| NCSC-TG-020                                                | Безпека UNIX робочої групи (TRUSIX) Обґрунтування вибору Списку контролю доступу для системи UNIX    | 7 1989          | Срібляста книга        |       |
| NCSC-TG-021                                                | Надійні системи управління базами даних TCSEC (TDI)                                                  | [[ ]] 1991      | Пурпурна книга         |       |
| NCSC-TG-022 [Архівовано 3 березня 2016 у Wayback Machine.] | Відновлення у довірених системах                                                                     | 30 1991         | Жовта книга            |       |
| NCSC-TG-023                                                | Тестування безпечності і тестової документації у довірених системах                                  | [[ ]] 1993      | Яскраво-оранжова книга |       |
| NCSC-TG-024 Vol. 1/4                                       | Закупка довірених систем: Вступ у закупки, вимоги комп'ютерної безпеки                               | [[ ]] 1992      | Пурпурна книга         |       |
| NCSC-TG-024 Vol. 2/4                                       | Закупка довірених систем: мова для специфікації запиту пропозицій                                    | 30 1993         | Пурпурна книга         |       |
| NCSC-TG-024 Vol. 3/4                                       | Закупка довірених систем: комп'ютерна безпека, вимоги до даних                                       | 28 1994         | Пурпурна книга         |       |
| NCSC-TG-024 Vol. 4/4                                       | Закупка довірених систем: Як оцінити пропозицію?                                                     | Publication TBA | Пурпурна книга         |       |
| NCSC-TG-025                                                | Керівництво до розуміння даних остаточної намагніченності в автоматизованих інформаційних системах   | [[ ]] 1991      | Темно-зелена книга     |       |
| NCSC-TG-026                                                | Керівництво користувача довірених систем                                                             | [[ ]] 1991      | Персикова книга        |       |
| NCSC-TG-027                                                | Співробітник служби безпеки в Автоматизованих інформаційних системах                                 | [[ ]] 1992      | Бірюзова книга         |       |
| NCSC-TG-028                                                | Оцінка захисту доступу                                                                               | 25 1992         | Фіолетова книга        |       |
| NCSC-TG-029                                                | Сертифікація і акредитація                                                                           | [[ ]] 1994      | Синя книга             |       |
| NCSC-TG-030                                                | Аналіз довірених систем                                                                              | [[ ]] 1993      | Ясно-рожева книга      |       |

## Популярність у світі
У 1995 році у фільмі Хакери міститься посилання на Веселкову серію, в ній показується позначки «Dade» — серії з шести книг, друга з яких Помаранчева книга (Комп'ютерна безпека критерії, стандарти Міністерства оборони США) і шоста — Червона книга (NSA довіреної мережі). Деякі книги, наприклад, Рожева книга (Довідник Програміста Пітера Нортона по ПК IBM-PC) не входять у Веселкову серію.

## Ресурси Інтернету
- Rainbow Series Федерація американських учених
- Rainbow Series Архів інформаційної безпеки